# Sturm über Asien (1928)
Sturm über Asien (Originaltitel: Потомок Чингис-Хана, Transkription Potomok Tschingis-Chana, übersetzt: „Der Erbe Dschingis Khans“) ist ein Stummfilm des sowjetischen Regisseurs Wsewolod Pudowkin aus dem Jahr 1928.

## Handlung
Im Jahr 1920, vor dem Hintergrund der Sibirischen Intervention, versucht der gutwillige Mongole Bair, ein wertvolles Fuchsfell auf dem Markt zu verkaufen. Da ihm die englischen Pelzhändler nicht genug dafür bieten, verlangt er sein Fell zurück. Im daraufhin entstehenden Handgemenge, wird ein Engländer leicht mit einem Messer verletzt. Trotzdem schlägt die englische Schutztruppe sofort mit Erbarmungslosigkeit zu und jagt Bair. Dieser schließt sich daraufhin moskautreuen Partisanen an.
In späteren Kampfhandlungen wird er gefangen genommen und soll daraufhin erschossen werden. Gleichzeitig entdecken die englischen Offiziere in einem Amulett, das Bair gehört, ein Geheimdokument, das ihn als Nachfahren Dschingis Khans ausweist. Daraufhin will man ihn zum Marionettenkönig der Mongolei machen, um die Region mit seiner Hilfe besser beherrschen zu können.
Anfangs scheint Bair, der beim Versuch ihn zu erschießen schwer verletzt wurde, apathisch das Spiel der fremden Invasoren mitzumachen. Als diese aber einen wehrlosen Gefangenen vor seinen Augen erschießen, wacht er aus seiner Lethargie auf und flieht zu den Partisanen. Diese beginnen unter der Führung Bairs sofort einen Angriff auf die fremden Eindringlinge. Die Engländer haben damit den Sturm über Asien entfacht.

## Hintergrund
Der Film ist der dritte Film aus Pudowkins „Revolutions-Trilogie“; ihm gingen voraus Die Mutter (1926) und Das Ende von Sankt Petersburg (1927).
Sturm über Asien wurde 1949 mit neuer Musik und Kommentar wiederveröffentlicht und von der DEFA, dem Filmstudio der DDR, auf Deutsch nachsynchronisiert. Diese Fassung hatte eine Länge von knapp 90 Minuten.

## Kritik
„Sturm über Asien ist das größte Filmepos, das die Geschichte des Filmes kennt.“

## Trivia
In den Jahren 2000–2003 begleitete die tuwinische Band Yat-Kha den Film mit einem eigenen Soundtrack auf mehreren Live-Veranstaltungen in den USA und Europa.